# 罗根廷
罗根廷是德国梅克伦堡-前波美拉尼亚州的一个市镇。总面积72.32平方公里，总人口661人，其中男性333人，女性328人（2011年12月31日），人口密度9人/平方公里。